# Julius Fräßdorf

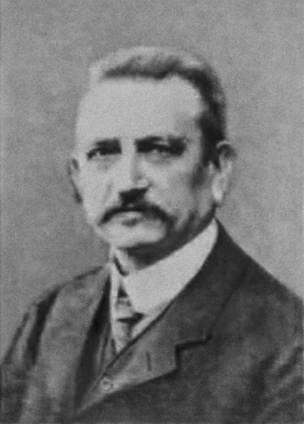
Julius Fräßdorf

Karl Julius Fräßdorf (* 26. Mai 1857 in Schlaben (heute Neuzelle); † 26. März 1932 in Dresden) war ein deutscher Politiker (SPD) und Gewerkschaftsfunktionär. Während der Weimarer Republik war er Präsident der Sächsischen Volkskammer und des Sächsischen Landtags.

## Leben und Wirken

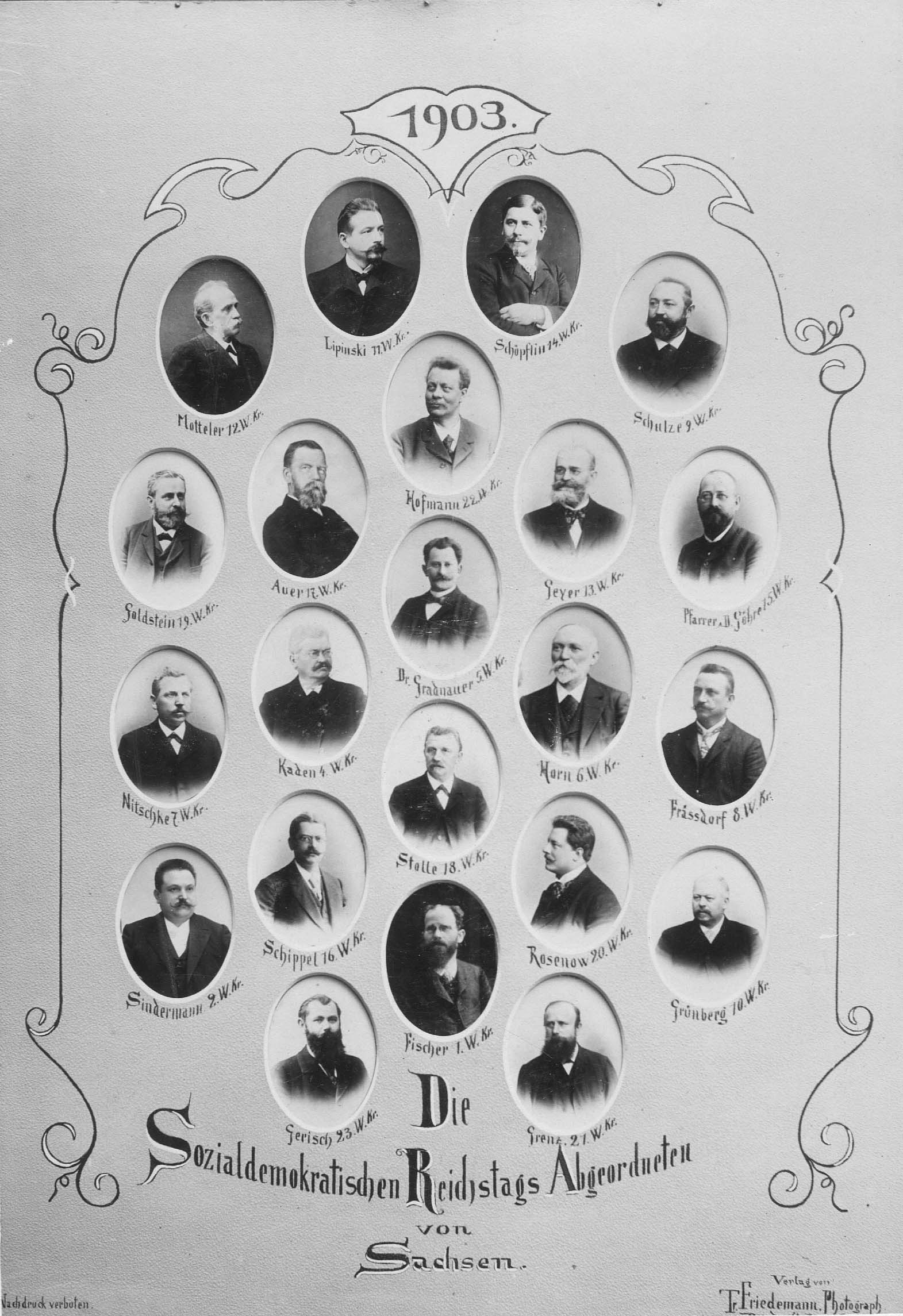
SPD-Reichstagsabgeordnete aus Sachsen von 1903

Fräßdorf erlernte nach Besuch der Volksschule Neuzelle ab 1871 das Töpferhandwerk, das auch sein Vater schon ausgeübt hatte. Während seiner Wanderschaft trat er 1875 im Gesellenstand in Lübeck in den Allgemeinen Deutschen Töpferverein, dessen Schriftführer er später wurde. Für sein Engagement wurde er wiederholt gemaßregelt und mit Gefängnisstrafen belegt. Von 1877 bis 1880 leistete er beim 2. sächsischen Jägerbataillon seinen Militärdienst. Anschließend widmete er sich wieder seinem erlernten Beruf als Töpfer und Ofensetzer.
1882 war er einer der Mitbegründer des Fachverein der Töpfer und Berufsgenossen in Dresden und wurde im November des Jahres zu dessen ersten Vorsitzender gewählt. Im folgenden Jahr trat er in die SPD ein, in der er ab 1890 als Funktionär tätig wurde. 1885 übernahm er den Vorsitz der Zentral-Kranken- und Sterbekasse der Töpfer in Dresden. Der Allgemeinen Ortskrankenkasse Dresden stand er von 1895 bis zu seinem Tod vor. 1902 übernahm er zudem den Vorsitz im Aufsichtsrat des Konsumvereins „Vorwärts“ in Dresden und 1903 den des Hauptverbands Deutscher Ortskrankenkassen sowie des Verbands Sächsischer Ortskrankenkassen.
Im SPD-Kreisverband Dresden-Neustadt wurde er 1890 zum Vorsitzenden und Agitationsleiter gewählt. 1893 kandidierte er im Wahlkreis Königreich Sachsen 8 erfolglos für den Reichstag, wurde aber 1895 im Wahlkreis Pirna in die II. Kammer des Sächsischen Landtags gewählt. Das 1896 eingeführte Dreiklassenwahlrecht verhinderte 1901 seine Wiederwahl. Von Juni 1903 bis Januar 1907 war er Abgeordneter des Deutschen Reichstags. Die Einführung des Pluralwahlrechts ermöglichte ihm 1909 die Rückkehr in die II. sächsische Kammer. Von 1911 bis 1913 übernahm er in dieser die Funktion des ersten Vizepräsidenten. Während der Novemberrevolution erhielt er vom sächsischen König Friedrich August III. gemeinsam mit seinem Fraktionskollegen Max Wilhelm August Heldt die Ernennung zum königlich-sächsischen Staatsminister ohne Portefeuille, welche Funktion er jedoch nur vom 1. bis zum 11. November 1918 ausübte. In der Folge war er zeitweise Führungsmitglied des Dresdner Arbeiter- und Soldatenrats. Ab 1919 übernahm er das Amt des Präsidenten der Sächsischen Volkskammer und des Sächsischen Landtags. Er unterstützte die Bildung einer sächsischen Regierung als Koalition aus den Mehrheitssozialdemokraten (MSPD) und der liberalen Deutschen Demokratischen Partei (DDP), die er gemeinsam mit Karl Sindermann und Georg Gradnauer gegen den Widerstand seiner linken Parteigenossen um Ernst Castan und Alfred Fellisch durchsetzte. Als 1923 unter Erich Zeigner eine Minderheitsregierung mit Tolerierung durch die KPD gebildet wurde, trat er aus seiner Partei aus und zog sich aus der Politik zurück. 1926 schloss er sich der als Abspaltung aus der SPD neu gegründeten Alten Sozialdemokratischen Partei Sachsens (ASPS) an.